# Formazioni di Superliga serba di pallavolo femminile 2013-2014
Formazioni delle squadre di pallavolo partecipanti alla stagione 2013-2014 del campionato di Superliga serba.

## Dinamo Pančevo
| N° | Nome                    | Ruolo | Data di nascita   | Nazionalità sportiva |
| -- | ----------------------- | ----- | ----------------- | -------------------- |
| -  | Aleksandar Vladisavljev | All   | -                 | Serbia               |
| 1  | Nikolina Ašćerić        | C     | 12 aprile 1994    | Serbia               |
| 2  | Marija Kovačić          | C     | 1997              | Serbia               |
| 3  | Jelena Petrov           | L     | 24 settembre 1991 | Serbia               |
| 4  | Katarina Kojić          | P     | 6 dicembre 1994   | Serbia               |
| 5  | Vesna Sekulić           | S/O   | 6 febbraio 1992   | Serbia               |
| 6  | Aleksandra Vladisavljev | S     | 22 dicembre 1994  | Serbia               |
| 7  | Isidora Marković        | C     | 1995              | Serbia               |
| 8  | Antonija Ivanović       | S     | 1996              | Serbia               |
| 9  | Katarina Simić          | S     | 14 febbraio 1994  | Serbia               |
| 10 | Jelena Cvijović         | S     | 30 settembre 1992 | Montenegro           |
| 11 | Nataša Božić            | P     | 1996              | Serbia               |
| 12 | Marija Jovanović        | S/O   | 1991              | Serbia               |
| 13 | Kristina Đurić          | P     | 8 ottobre 1990    | Serbia               |
| 14 | Dragana Marković        | S     | 1995              | Serbia               |
| 15 | Milica Janković         | C     | 1988              | Serbia               |
| 16 | Andrijana Gudurić       | S     | 1997              | Serbia               |

## Jedinstvo Stara Pazova
| N° | Nome                 | Ruolo | Data di nascita | Nazionalità sportiva |
| -- | -------------------- | ----- | --------------- | -------------------- |
| -  | Ljubomir Galogaža    | All   |                 | Serbia               |
| 1  | Jelena Stanarević    | L     | 1995            | Serbia               |
| 2  | Dragana Brković      | P     | 1984            | Serbia               |
| 3  | Marija Vujnović      | S     | 1997            | Serbia               |
| 4  | Jovana Mihajlović    | S     | 1994            | Serbia               |
| 5  | Aleksandra Nišić     | L     | 1996            | Serbia               |
| 6  | Nina Čortan          | S     | 1998            | Serbia               |
| 7  | Nina Jakić           | C     | 1994            | Serbia               |
| 8  | Darija Barjaktarević | S     | 1996            | Serbia               |
| 9  | Anja Marković        | C     | 1989            | Serbia               |
| 10 | Marina Jurišić       | C     | 1993            | Serbia               |
| 11 | Marija Jovanović     | S/O   | 1989            | Serbia               |
| 12 | Jovana Đukanović     | L     | 1989            | Serbia               |
| 13 | Milica Jurišić       | P     | 1991            | Serbia               |
| 14 | Bojana Martinović    | S     | 1991            | Serbia               |
| 15 | Jelena Vulin         | S/O   | 1996            | Serbia               |
| 16 | Dubravka Đurić       | C     | 1991            | Serbia               |
| 17 | Isidora Stanojević   | S     | 1991            | Serbia               |
| 18 | Sara Sakradžija      | S     | 1994            | Serbia               |
| 19 | Lea Barnak           | S/O   | 1997            | Serbia               |

## Jedinstvo Užice
| N° | Nome                | Ruolo | Data di nascita | Nazionalità sportiva |
| -- | ------------------- | ----- | --------------- | -------------------- |
| -  | Adis Micanović      | All   | -               | Serbia               |
| 1  | Marija Dumanjić     | S     | 1996            | Serbia               |
| 2  | Slavica Tripković   | S     | 1996            | Serbia               |
| 3  | Dubravka Kraković   | C     | 1998            | Serbia               |
| 4  | Tina Sekulić        | P     | 1995            | Serbia               |
| 5  | Sara Kompirović     | S     | 1996            | Serbia               |
| 6  | Jelena Jelisavčić   | C     | 1º marzo 1994   | Serbia               |
| 7  | Katarina Glišović   | S     | 1998            | Serbia               |
| 9  | Anica Kutlešić      | C     | 1996            | Serbia               |
| 10 | Kristina Marković   | S     | 1995            | Serbia               |
| 11 | Danijela Džaković   | S     | 1994            | Serbia               |
| 12 | Aleksandra Đurić    | P     | 1994            | Serbia               |
| 13 | Aleksandra Spasenić | L     | 1995            | Serbia               |
| 14 | Nevena Milivojević  | P     | 1997            | Serbia               |
| 15 | Miljana Trajković   | S/O   | 1995            | Serbia               |
| 16 | Irena Stanić        | P     | 1996            | Serbia               |

## Kolubara
| N° | Nome                | Ruolo | Data di nascita  | Nazionalità sportiva |
| -- | ------------------- | ----- | ---------------- | -------------------- |
| -  | Nikola Jerković     | All   | -                | Serbia               |
| 1  | Ivana Jakovljević   | L     | 2 marzo 1989     | Serbia               |
| 3  | Aleksandra Gajić    | C     | 3 agosto 1993    | Serbia               |
| 4  | Anđela Stojković    | C     | 29 novembre 1993 | Serbia               |
| 5  | Ivana Luković       | S/O   | 18 luglio 1992   | Serbia               |
| 6  | Tijana Ranitović    | C     | 14 luglio 1997   | Serbia               |
| 7  | Sara Ljubojević     | C     | 1992             | Serbia               |
| 8  | Tamara Marković     | L     | 1996             | Serbia               |
| 10 | Ana Mijaljević      | C     | 23 gennaio 1997  | Serbia               |
| 11 | Ana Nikolić         | P     | 11 luglio 1991   | Serbia               |
| 13 | Sanja Đurđević      | S     | 25 marzo 1998    | Serbia               |
| 14 | Marija Vićentijević | S     | 1997             | Serbia               |
| 15 | Ivana Vojinović     | S     | 1989             | Serbia               |
| 16 | Marta Ristivojević  | P     | 1997             | Serbia               |
| 18 | Višnja Savić        | S     | 1992             | Serbia               |

## Partizan
| N° | Nome                  | Ruolo | Data di nascita   | Nazionalità sportiva |
| -- | --------------------- | ----- | ----------------- | -------------------- |
| -  | Darko Zakoč           | All   | 24 maggio 1963    | Serbia               |
| 1  | Slađana Erić          | C     | 29 luglio 1983    | Serbia               |
| 2  | Katarina Petrović     | C     | 1º febbraio 1996  | Serbia               |
| 3  | Aleksandra Stepanović | L     | 1º febbraio 1994  | Serbia               |
| 4  | Sara Lozo             | C     | 29 aprile 1997    | Serbia               |
| 5  | Maja Savić            | C     | 14 agosto 1993    | Serbia               |
| 6  | Maja Aleksić          | C     | 6 giugno 1997     | Serbia               |
| 7  | Jelena Medarević      | P     | 24 luglio 1992    | Serbia               |
| 8  | Ljiljana Ranković     | S     | 8 aprile 1993     | Serbia               |
| 10 | Nataša Čikiriz        | S     | 26 giugno 1995    | Serbia               |
| 11 | Maja Đorđević         | S     | 26 dicembre 1997  | Serbia               |
| 12 | Bianka Buša           | S     | 25 luglio 1994    | Serbia               |
| 13 | Slađana Mirković      | P     | 7 ottobre 1995    | Serbia               |
| 14 | Aleksandra Ćirović    | P     | 30 settembre 1997 | Serbia               |
| 15 | Ana Jeković           | C     | 1997              | Serbia               |
| 16 | Milena Dimić          | L     | 31 agosto 1997    | Serbia               |
| 17 | Staša Miljević        | C     | 8 ottobre 1997    | Serbia               |
| 18 | Tijana Bošković       | S/O   | 8 marzo 1997      | Serbia               |

## Smeč 5
| N° | Nome                  | Ruolo | Data di nascita   | Nazionalità sportiva |
| -- | --------------------- | ----- | ----------------- | -------------------- |
| -  | Ljubomir Galogaža     | All   |                   | Serbia               |
| 1  | Dragana Vasojević     | S     | 29 marzo 1996     | Serbia               |
| 3  | Sara Pavlović         | S     | 1995              | Serbia               |
| 4  | Tatjana Radosavljević | S     | 1995              | Serbia               |
| 5  | Aleksandra Brđović    | P     | 26 agosto 1997    | Serbia               |
| 7  | Tamara Bojanić        | L     | 1995              | Serbia               |
| 8  | Nada Živanović        | S/O   | 7 luglio 1996     | Serbia               |
| 9  | Andrijana Šviković    | C     | 15 aprile 1991    | Serbia               |
| 10 | Nevena Glavčić        | C     | 1997              | Serbia               |
| 11 | Aleksandra Banović    | S/O   | 1992              | Serbia               |
| 12 | Sara Vojnić-Purčar    | S     | 16 gennaio 1996   | Serbia               |
| 13 | Emilija Jevtić        | L     | 18 agosto 1994    | Serbia               |
| 15 | Jovana Petronijević   | S     | 26 gennaio 1995   | Serbia               |
| 16 | Sanja Kaličanin       | C     | 26 settembre 1989 | Serbia               |

## Spartak Subotica
| N° | Nome                  | Ruolo | Data di nascita   | Nazionalità sportiva |
| -- | --------------------- | ----- | ----------------- | -------------------- |
| -  | Damir Petković        | All   | -                 | Serbia               |
| 1  | Dubravka Vukoja       | P     | 1996              | Serbia               |
| 3  | Sanja Memišević       | L     | 8 dicembre 1989   | Serbia               |
| 4  | Mirna Kovačević       | P     | 1999              | Serbia               |
| 5  | Aleksandra Cvetićanin | S     | 5 aprile 1993     | Serbia               |
| 8  | Jelena Vujčin         | S/O   | 1995              | Serbia               |
| 9  | Emilija Antanasijević | P     | 10 agosto 1994    | Serbia               |
| 10 | Sofija Medić          | C     | 10 gennaio 1991   | Serbia               |
| 12 | Tatjana Matić         | S     | 21 marzo 1989     | Serbia               |
| 13 | Doris Radakov         | S     | 1997              | Serbia               |
| 14 | Jelena Oluić          | S     | 15 gennaio 1994   | Serbia               |
| 15 | Ivana Mrdak           | C     | 15 settembre 1993 | Serbia               |
| 16 | Dragana Matić         | L     | 1992              | Serbia               |
| 20 | Olivera Medić         | S     | 11 dicembre 1990  | Serbia               |

## Stella Rossa
| N° | Nome                | Ruolo | Data di nascita   | Nazionalità sportiva |
| -- | ------------------- | ----- | ----------------- | -------------------- |
| -  | Ratko Pavličević    | All   | 4 luglio 1965     | Serbia               |
| 1  | Jelena Trnić        | C     | 29 agosto 1995    | Serbia               |
| 3  | Katarina Čanak      | C     | 18 agosto 1995    | Serbia               |
| 4  | Katarina Marinković | S     | 4 aprile 1996     | Serbia               |
| 5  | Mina Popović        | C     | 16 settembre 1994 | Serbia               |
| 6  | Maja Simić          | P     | 18 aprile 1995    | Serbia               |
| 7  | Adela Helić         | S/O   | 24 febbraio 1990  | Serbia               |
| 9  | Teodora Pušić       | L     | 12 marzo 1993     | Serbia               |
| 11 | Bojana Milenković   | S     | 6 marzo 1997      | Serbia               |
| 13 | Jelena Novaković    | S/O   | 2 agosto 1996     | Serbia               |
| 14 | Nadica Dragutinović | L     | 3 maggio 1995     | Serbia               |
| 15 | Ljubica Kecman      | S     | 10 dicembre 1993  | Serbia               |
| 17 | Nikolina Lukić      | S     | 18 agosto 1994    | Serbia               |
| 18 | Júlia Milovits      | P     | 1º marzo 1990     | Ungheria             |

## TENT
| N° | Nome                 | Ruolo | Data di nascita  | Nazionalità sportiva |
| -- | -------------------- | ----- | ---------------- | -------------------- |
| -  | Nikola Jerković      | All   | -                | Serbia               |
| 1  | Antonina Pilipović   | S     | 2 aprile 1993    | Serbia               |
| 2  | Nada Mitrović        | S     | 22 ottobre 1994  | Serbia               |
| 3  | Milica Ćeranić       | S     | 22 ottobre 1994  | Serbia               |
| 4  | Marina Žunić         | S/O   | 4 gennaio 1988   | Serbia               |
| 6  | Teodora Jovičić      | L     | 11 giugno 1990   | Serbia               |
| 7  | Jelena Vignjević     | P     | 7 giugno 1996    | Serbia               |
| 8  | Jovana Jovičić       | S/O   | 20 luglio 1994   | Serbia               |
| 10 | Danijela Andrić      | C     | 1988             | Serbia               |
| 11 | Milica Misojčić      | S     | 2 aprile 1993    | Serbia               |
| 12 | Sara Vučićević       | C     | 29 aprile 1997   | Serbia               |
| 14 | Sonja Puzović        | C     | 24 novembre 1984 | Serbia               |
| 15 | Jelena Stanimirović  | S     | 7 agosto 1992    | Serbia               |
| 16 | Milica Knežević      | P     | 1995             | Serbia               |
| 17 | Katarina Vukomanović | L     | 26 ottobre 1990  | Serbia               |
| 18 | Brankica Stevanović  | P     | 24 giugno 1985   | Serbia               |

## Železničar Lajkovac
| N° | Nome                   | Ruolo | Data di nascita | Nazionalità sportiva |
| -- | ---------------------- | ----- | --------------- | -------------------- |
| -  | Milivoje Radisavljević | All   |                 | Serbia               |
| 2  | Nevena Veljković       | C     | 12 gennaio 1989 | Serbia               |
| 3  | Sanja Trivunović       | S     | 29 marzo 1990   | Serbia               |
| 4  | Ivana Lazarević        | P     | 1993            | Serbia               |
| 6  | Jovana Nenadović       | C     | 1998            | Serbia               |
| 7  | Tijana Aćimović        | S     | 15 aprile 1993  | Serbia               |
| 9  | Marina Tešanović       | C     | 23 aprile 1985  | Serbia               |
| 10 | Aleksandra Jegdić      | L     | 1994            | Serbia               |
| 12 | Aleksandra Knežević    | L     | 1992            | Serbia               |
| 13 | Marta Drpa             | S/O   | 1989            | Serbia               |
| 14 | Mia Vulović            | S/O   | 19 agosto 1984  | Serbia               |
| 15 | Ivana Mrdak            | C     | 1993            | Serbia               |
| 16 | Dragana Divac          | P     | 1992            | Serbia               |
| 17 | Anita Zlatić           | S     | 1990            | Serbia               |